# عبد الله بن علي بن الحسين
عبد الله بن علي بن الحسين الهاشمي القرشي، الشهير بعبد الله الباهر، من أولاد علي بن الحسين السجاد، وأخو محمد الباقر، وعم جعفر الصادق، وراوي أحاديث، ولد بالمدينة المنورة وتوفي فيها، وهو ابن سبع وخمسين سنة.

## نسبه
- والده،

علي بن الحسين بن علي بن ابي طالب بن عبد المطلب بن هاشم بن عبد مناف بن قصي بن كلاب بن مرة بن كعب بن لؤي بن غالب بن فهر بن مالك بن النضر بن كنانة بن خزيمة بن مدركة بن إلياس بن مضر بن نزار بن معد بن عدنان.
- والدته،

أختلف المؤرخون في أمه، ذهب بعض المؤرخون أن أمه هي فاطمة بنت الحسن المجتبى، وآخرون أنها أم عبد الله بنت الحسن، ومن جهة أخرى ذكر بعضهم بأن أم عبد الله هي كنية فاطمة بنت الحسن، وقيل بل هي زينب بنت الحسن المجتبى، وقيل بل هي أم ولد.
- الكنية واللقب،

يكنى أبو محمد، ووصفه البعض بالأرقط، ويلقبُ بالباهر، ولقّب الباهر لجماله، قالوا ما جلس مجلساً إلّا بهر جماله وحسنه من حضر، وإنه ما جلس مجلسا إلا بصر جماله وما رآه أحد إلا هابه وأكبره، ولجمال طلعته ونورانية وجهه، ولأنه كان حسن الوجه وجميل المحيا وله بهاء وما جلس مجلساً إلا بهر من جماله وحسنه من حضر.
- زوجاته،

لم تتحدث المصادر التاريخية عن زوجاته، سوى ماقيل بأن له زوجة تسمى «منينة».
- أبناؤه،

ولد لعبد الله الباهر:
- - محمد الأرقط، تزوج من أم سلمة الحسينية، فأنجبت له عبد الله، والعباس، وإسماعيل.[12]
  - إسحاق، تزوج من عائشة بنت عمر بن عاصم بن عثمان بن عفان الأموية، وأنجبت له يحيى فقط.[13]
  - الحسن، قال محمد صادق محمد الكرباسي: «ذكره بعضهم[14] ومع ثبوت وجوده فهو أصغر إخوته.».[15]
  - العباس، قال السيد حسين الحسيني الزرباطي: «17 - العباس بن عبد الله الباهر بن علي زين العابدين (ع).».[16]

- قرابته بالمعصوم،

يعتقد الشيعة بعصمة أئمتهم بالإضافة إلى النبي محمد وفاطمة الزهراء، وعبد الله الباهر هو حفيد الإمام الحسين بن علي، وابن الإمام علي زين العابدين، وأخو الإمام محمد الباقر، وعم الإمام جعفر الصادق.

## ولادته
ولد عبد الله الباهر في المدينة المنورة سنة 74 هـ وكان من أعلام القرن الثاني الهجري.

## سيرته
عبد الله الباهر هو حفيد الحسين بن علي، وابن علي السجاد، وأخو محمد الباقر، وعم جعفر الصادق، يُعرف بعلمه وورعه وتقواه، كان من العلماء البارزين فقد عني بتربيته أبوه زين العابدين فغذاه بعلومه وفضله ويقول المؤرخون: إنه كان من فقهاء أهل البيت.
حسب الرواية الشيعية فإنه تولى عبد الله بالنيابة عن إخوانه صدقات النبي محمد، وصدقات علي بن أبي طالب، وتوزيع وارداتهما على حسب ما جاء في وصية النبي محمد، وعلي بن أبي طالب، وكان فاضلاً فقيهاً، وروى عن آبائه عن النبي أخبارا كثيرة، وحدث الناس عنه وحملوا عنه الآثار.

## روايته للحديث
ذكر ابن حجر بأنه مقبول، وعند الذهبي ثقة، وعند محمد بن إسماعيل بن خلفون الأزدي ثقة أيضاً، وذكر مصنفوا تحرير تقريب التهذيب: بأنه صدوق حسن الحديث، وروى عنه جمع، وذكره ابن حبان في الثقات، كان من فقهاء أهل البيت، روى مرسلاً عن جده النبي محمد، وجده علي بن أبي طالب، وعن جده لأمه الحسن بن علي، وعده ابن حيان في الثقات وصحح الترمذي والحاكم حديثه.

### روى عن
- علي بن أبي طالب.[23]
- الحسن بن علي.[23]
- علي السجاد.[23]
- سليمان بن حبيب المحاربي.[23]
- أبو هريرة الدوسي.[23]
- عمرو بن دينار الجمحي.[23]
- أبو إسحاق السبيعي.[23]
- محمد بن عقيل بن أبي طالب.[23]

### الراوون عنه
- صدقة بن عبد الله السمين.[23]
- عمارة بن غزية الأنصاري.[23][21]
- قدامة بن موسى الجمحي.[23]
- موسى بن عقبة القرشي.[23][21]
- يعقوب بن إبراهيم القرشي.[23]
- أبو يوسف القاضي.[23]
- عيسى بن دينار.[21]
- يزيد بن أبي زياد.[21]
- سالم الهاشمي.[23]

## أقوال أهل البيت فيه
- قول محمد الباقر فيه، وروى أبو الجارود زياد بن المنذر قال: «قيل لأبي جعفر الباقر (عليه السلام): أي اخوتك أحب إليك وأفضل؟ فقال: أما عبد الله فيدي التي أبطش بها - وكان عبد الله أخاه لأبيه وأمه - وأما عمر فبصري الذي أبصر به، وأما زيد فلساني الذي أنطق به، وأما الحسين فحليم يمشي على الأرض هونا، وإذا خاطبهم الجاهلون قالوا سلاماً.».[24][25][26][27]

## أقوال العلماء فيه
- قال الشيخ المفيد: «وكان عبد الله بن علي بي الحسين أخو أبي جعفر عليه السلام يلي صدقات رسول الله صلى الله عليه وآله وصدقات أمير المؤمنين عليه السلام وكان فاضلا فقيها، وروى عن آبائه عن رسول الله صلى الله عليه وآله أخبارا كثيرة، وحدث الناس عنه وحملوا عنه الآثار.».[28]
- قال السيّد ابن عنبة: «ولقب الباهر لجماله، قالوا ما جلس مجلسا إلا بهر جماله وحسنه من حضر، وولى صدقات النبي صلى الله عليه وآله وأمه أم أخيه محمد الباقر " ع " وتوفى وهو ابن سبع وخمسين سنة، وولى صدقات أمير المؤمنين على " ع " أيضا».[29]

## وفاته ومدفنه
توفي عبد الله الباهر وهو ابن سبع وخمسين سنة بالمدينة المنورة سنة 129 هـ، وكان من أعلام القرن الثاني الهجري، وينسب لعبد الله قبر في الإسكندرية، وكذلك في دمشق في مقبرة الباب الصغير، وقيل إنه توفي ببيت المقدس ودفن فيها، وقيل إنه لا مصدرَ يحدد تاريخ وفاته ومكانها، إلّا أنّه كان من أعلام القرن الثاني الهجري.